# (1023) Thomana
(1023) Thomana ist ein Asteroid des Hauptgürtels, der am 25. Juni 1924 vom deutschen Astronomen Karl Wilhelm Reinmuth entdeckt wurde, der am Observatorium auf dem Königstuhl bei Heidelberg tätig war.
Der Asteroid trägt den Namen der Trias aus Thomanerchor, Thomaskirche zu Leipzig und Thomasschule zu Leipzig. Die Thomana fußt auf der Initiative des Markgrafen Dietrich des Bedrängten von Meißen im Jahr 1212. Eine am 20. März 1212 von Kaiser Otto IV. auf dem Frankfurter Reichstag besiegelte Urkunde bestätigt die Gründung.
Die Umlaufbahn hat eine Große Halbachse von 3,1636 Astronomische Einheiten und eine Bahnexzentrizität von 0,1086. Damit bewegt er sich in einem Abstand von 2,8199 (Perihel) bis 3,5073 (Aphel) astronomischen Einheiten in 5,627 a um die Sonne. Die Bahn ist 10,068° gegen die Ekliptik geneigt.
Der Asteroid hat einen Durchmesser von 58,28 km und eine Albedo von 0,065.